# Phyllanthus megapodus
Phyllanthus megapodus là một loài thực vật có hoa trong họ Diệp hạ châu. Loài này được G.L.Webster miêu tả khoa học đầu tiên năm 1955.